# Narcisse (Manitoba)
Pour les articles homonymes, voir Narcisse.
Narcisse est un hameau du Manitoba située dans la municipalité rurale d'Armstrong dans la région d'Interlake. Établie en 1914, deux ans après l'arrivée du chemin de fer du Canadian Northern Railway, les rails furent relocalisées durant les années 1990. Narcisse perdit son statut de village en 2004 lorsque le magasin général local ferma ses portes.
Narcisse fut nommé d'après Narcisse Leven qui fut le président de la Jewish Colonization Association par les résidents de Bender Hamlet, une colonie de fermiers juifs située à 2 km à l'est de Narcisse.